# Yorck (Schiff, 1936)
Die Yorck war ein Zollkreuzer des Reichsfinanzministeriums, der ab 1939 als U-Boot-Jäger und Flakträger von der Kriegsmarine eingesetzt wurde.

## Bau und technische Daten
Das Schiff, das zweite von drei Schiffen seiner Klasse, lief 1936 auf der Werft Nobiskrug in Rendsburg mit der Baunummer 450 vom Stapel. Es war 42,75 m lang und 6,40 m breit und hatte 2,65 m Tiefgang. Zwei 10-Zylinder-Dieselmotoren mit zusammen 3200 PS ermöglichten eine Höchstgeschwindigkeit von 21 Knoten.

## Geschichte
Das Schiff patrouillierte nach seiner Indienststellung mit Heimathafen Pillau vor der ostpreußischen Küste in der Ostsee. Am 1. August 1939, im Zuge der deutschen Vorbereitungen für den Überfall auf Polen, wurde das Schiff von der Kriegsmarine requiriert, entsprechend bewaffnet und mit der Bezeichnung UJ 174 als U-Jäger in der Ende Juli in Kiel gebildeten 17. U-Bootjagd-Flottille in Dienst gestellt. Der Flottille wurden auch die beiden Schwesterschiffe Nettelbeck als UJ 171 und Freiherr vom Stein als UJ 172 zugewiesen. Die Flottille versah Dienst in der Ostsee einschließlich der dänischen Belte und Sunde.
Am 1. Juni 1940 wurde das Schiff, gemeinsam mit dem Schwesterschiff UJ 171 (ex Nettelbeck), zur mit Wirkung vom 1. Juli 1940 neu gebildeten 2. Flak-Jäger-Gruppe (Nordsee) transferiert, die in der westlichen Nordsee britische Flugzeuge bekämpfen sollte und im November des Jahres zur 2. Flak-Jäger-Flottille erweitert und demgemäß umbenannt wurde. Nach entsprechender Umrüstung (Bewaffnung mit einer 3,7-cm Zwillings-Flak und zwei Fla-MG) erhielt es am 25. Juni 1940 die neue Bezeichnung FL.J 25. Die ehemalige Nettelbeck erhielt die Bezeichnung FL.J 26. Aufgabe der Flottille war der Fla-Schutz des Schiffsverkehrs im Raum Den Helder, Borkum, Emden, Wesermünde und Bremen. 
Nach der Auflösung der Flottille am 25. April 1943 wurde das Schiff am 1. Mai 1943 der in der Ostsee eingesetzten 3. Minensuchflottille zugewiesen. Die Bewaffnung wurde verstärkt und bestand neben der 3,7-cm-Zwillings-Flak auf dem Vorschiff aus einer 3,7-cm-Flak achtern, zwei 2,0-cm-Fla-MG mittschiffs und zwei 8,6-cm-Raketenabschussgeräten an den Seiten. Bei den Kämpfen im Finnischen Meerbusen und der östlichen Ostsee war das Schiff wiederholt sowjetischen Luftangriffen ausgesetzt, überstand jedoch das Kriegsende. 
Sein weiteres Schicksal ist ungewiss; es soll noch einige Zeit in der German Minesweeping Administration (GMSA) gedient haben.